# Садовський Валентин Васильович
Валенти́н Васи́льович Сад́овський (1886, Пліщин, Заславський повіт, Волинська губернія — 24 листопада 1947, Київ, УРСР) — український громадський і політичний діяч, географ, економіст, журналіст, педагог, науковець, член УСДРП, член «Центральної» і «Малої Рад», генеральний секретар судових справ, народний міністр праці УНР, професор Української господарської академії в Подебрадах, очолював кафедру економічних наук Українського наукового інституту у Варшаві, член «Наукового товариства ім. Т. Шевченка».

## Життєпис
Народився у сім'ї священика в с. Пліщин Заславського повіту Волинської губернії. Середню освіту здобув у Острозькій гімназії. По закінченні, у 1909 році, юридичного факультету «Київського університету Святого Володимира» вступив на економічний факультет «Петербурзького політехнічного інституту». У Петербурзі брав активну участь у створенні українських студентських громад, входив до складу їх керівних органів — «Інформаційного бюро» та «Головної ради». Співробітничав із часописом «Український студент».
В 1914—1915 роках викладав на українських таємних університетських курсах в Петрограді, провадив національну агітацію серед військових. Після закінчення університету в 1913 році працював товаришем присяжного повіреного. У 1915 році переїхав до Києва, де займався адвокатською практикою.

## Політична діяльність
У 1904 році 18-річний студентський активіст став членом «Революційної Української Партії» (РУП), а згодом — одним з керівних діячів «Української соціал-демократичної робітничої партії» (УСДРП). У 1907 році йому, як члену Центрального комітету, доручають вести листування з місцевими організаціями, у зв'язку з чим він був заарештований. У 1909—1910 роках Садовський разом з Дмитром Донцовим, Володимиром Дорошенком і Андрієм Жуком редагує партійну газету «Праця».
Коли у березні 1917 року революційні змагання в Україні переросли у спробу відновлення української державності, Валентин Садовський не залишився осторонь цих подій. Після утворення «Української Центральної Ради» він розпочав активну громадську та політичну діяльність. Як представник УСДРП брав участь у підготовчій комісії Центральної Ради: готував Статут цього законодавчого органу, який конституював утворення Української Народної Республіки.
У 1917 року — член «Центральної» і «Малої Рад». 28 червня 1917 року після проголошення «Універсалу» «Комітет Центральної Ради», на закритому засіданні, постановив організувати уряд України під назвою «Генерального секретаріату Української Центральної Ради». Валентин Садовський став генеральним секретарем судівництва, в уряді Володимира Винниченка. 27 липня 1917 року обрали новий склад «Генерального секретаріату», де він знову обійняв посаду генерального секретаря судових справ. Як член Малої Ради брав участь у голосуванні IV Універсалу, обговоренні «Берестейської мирної угоди», входив до економічної парламентської комісії, яка вивчала економічний аспект угоди.
Після гетьманського перевороту його було запрошено до політичної комісії української делегації на переговорах з більшовицькою Росією. Одночасно викладав на курсах українознавства та позашкільної освіти. Входив до складу опозиційної гетьманському урядові організації — «Українського національного союзу». За Директорії УНР був призначений міністром праці і на цій посаді залишався в декількох кабінетах протягом 1920—1922 рр.
У листопаді 1920 року, Садовський разом з урядом Директорії, емігрував до Польщі, де очолював кафедру економічних наук в Українському науковому Інституті у Варшаві, а потім до Чехословацької республіки. Валентин Садовський викладав в Українській господарській академії (Подєбради). Займаючись науковою і педагогічною діяльністю, Валентин Васильович продовжував брати участь в політичному житті. Тривалий час був експертом з економічних питань в уряді УНР на чужині.

## Ув'язнення та смерть
12 травня 1945 року, після капітуляції нацистської Німеччини, Валентина Садовського, на той час професора Українського вільного університету, було заарештовано у Празі військовою контррозвідкою Першого Українського фронту. Колишньому міністру уряду УНР інкримінували друк антирадянських творів та іншу допомогу міжнародній буржуазії, що передбачало санкцією статті 10 років ув'язнення або вищу міру покарання — розстріл.
Більше двох років тривало попереднє розслідування у його справі, але вироку військового трибуналу Валентин Васильович не дочекався. 24 листопада 1947 року він, за одними відомостями, помер, адже страждав на туберкульоз легенів, за іншими — його побили до смерті кримінальні злочинці у Лук'янівській в'язниці.

## Наукова діяльність
Професор Садовський був автором численних наукових праць з економіки, економічної географії, демографії, національної політики. Найбільш вагомими серед них є наступні роботи: «Нарис економічної географії України» (1920), «Проблеми індустріалізації у народному господарстві» (1929), «Районізація України» (1931), «Сучасні проблеми економіки України» (у співавт.) (1931), «Праця в УРСР» (1932), «З підсумків колонізаційної політики в СРСР» (1936).
Поміж багатьох наукових проблем Валентин Садовський, займався і проблемами національної політики. Він постійно цікавився питаннями національної політики в Україні. Він був одним із найкомпетентніших українських науковців еміграції. У роботі «Національна політика совітів на Україні» (1937), детально аналізується національна політика в Радянському Союзі загалом і стосовно України зокрема.
Валентин Садовський був одним з визначних вітчизняних демографів, що зробив вагомий внесок у демографію і демогеографію України. У праці «Людність західноукраїнських земель по польському перепису 30 вересня 1921 року» Садовський аналізує дані перепису у землях, історія яких пов'язана з різними державами. У першій частині статті аналіз торкається перепису у Східній Галичині, у другій — перепису у північно-західних землях. Садовський вивчав також розміщення українців поза Україною, зокрема в СРСР поза межами тодішньої УССР. Цій проблемі він присвятив статтю «Українці поза межами УССР на основі перепису 1926 року».
Вчений плідно співпрацював з різними видавництвами, друкував свої статті у часописі «Прометей», що виходив у Парижі французькою мовою та був «органом оборони інтересів Кавказу, України та Туркестану». Він обирався дійсним членом Наукового товариства ім. Т.Шевченка (1935), членом Українського наукового інституту у Варшаві.

## Вшанування пам'яті
У місті Шепетівці на честь Валентина Садовського названо вулицю.
28 лютого 2018 року, Кабінетом Міністрів України, в числі академічних стипендій імені державних діячів першого українського Уряду для студентів та курсантів закладів вищої освіти державної форми власності, які здобувають вищу освіту за освітнім рівнем магістра, було засновано стипендію імені Валентина Садовського (Право).

## Праці
- Садовський В. В. Північно-західна Україна в світлі статистики // Літ. -наук. вістн. Львів, 1924. Ч. 11. С. 156—166; Ч. 12. С. 250—261.
- Садовський В. В. Людність західноукраїнських земель по польському перепису 30 вересня 1921 року // Студії з поля суспільних наук і статистики. — Львів, 1927. — Т. 4. Вип. 1. — 51 с.
- Садовський В. В. Українці поза межами УССР на основі перепису 1926 р. // Українська людність СССР. Праці Українського наукового інституту. Варшава, 1931. Т. 1. С. 138—160.
- Садовський В. В. Огляд літератури про українську демографію // Праці Українського наукового інституту. Варшава, 1931. Т. 1. С. 9-29.
- Садовський В. В. Перепис людности 1926 р. // Тризуб. 1929. Ч. 14-15 (170—171). С. 9-14.
- Садовський В. В. П'ятилітка й народньо — господарські інтереси України. Сучасні проблеми економіки України. Праці Українського наукового інституту. Варшава, 1931. Т. 3. С. 88-141.
- Садовський В. В. Праця в УССР. Праці Українського наукового інституту. // Варшава, 1932. Т. 7. 148 с.
- Садовський В. В. Робоча сила в сільському господарстві України. // Праці Українського наукового інституту. Варшава, 1935. Т. 26. 147 с.
- Садовський В. В. З підсумків кольонізаційної політики в СССР. // Сучасні проблеми економіки України. Т. 2. Праці Українського наукового інституту. Варшава, 1936. Т. 32. С. 5-24.
- Садовський В. В. Національна політика совітів на Україні. // Праці Українського наукового інституту. Варшава, 1937. Т. 39. 173 с.
- Садовський В. Професіональні союзи — Київ ; Харків: Дзвін, 1917. — 16 с.